# Президент на Косово
Президентът на Република Косово (на албански: Presidenti i Republikës së Kosovës; на сръбски: Председник Републике Косова или Predsednik Republike Kosova) е държавният глава на Република Косово.
Президентът се избира непряко от Събранието на Косово с тайно гласуване с мнозинство от две трети от депутатите. Ако нито един кандидат не събере мнозинство от две трети, при третото гласуване се избира кандидатът, получил обикновено мнозинство.
Гласуването в Събранието трябва да се проведе не по-късно от месец преди края на мандата на настоящия президент. Мандатът на президентът е пет години, като той може да бъде преизбран веднъж.

## История
Първият следвоенен президент, който служи до смъртта си през януари 2006 г., е Ибрахим Ругова. Негов приемник е Фатмир Сейдиу. Когато Сейдиу подава оставка на 27 септември 2010 г., Якуп Красничи е изпълняващ длъжността президент. На 22 февруари 2011 г. Бехджет Пацоли е избран за президент на Косово, което бързо е оценено като противоконституционен ход. На 4 април 2011 г. Бехджет Пацоли се оттегля и е решено друг кандидат да бъде избран за период до една година. През 2013 г. бе предприета конституционна реформа, за да се даде възможност за народен вот за президент. На 7 април 2011 г. Атифете Яхяга, заместник-директор на косовската полиция, с ранг генерал-майор, бива избрана за президент.

## Списък с президентите
| #  | Име            | Мандат             | Политическа партия    |
| -- | -------------- | ------------------ | --------------------- |
| 1. | Ибрахим Ругова | 2002 – 2006        | Демократическа лига   |
| 2. | Нехат Дачи     | 2006 – 2006        | Демократическа лига   |
| 3. | Фатмир Сейдиу  | 2006 – 2010        | Демократическа лига   |
| 4. | Якуп Красничи  | 2010 – 2011        | Демократическа партия |
| 5. | Бехджет Пацоли | 2011 – 2011        | Съюз „Ново Косово“    |
| 6. | Якуп Красничи  | 2011 – 2011        | Демократическа партия |
| 7. | Атифете Яхяга  | 2011 – 2016        | независима            |
| 8. | Хашим Тачи     | 2016 – 2020        | Демократическа партия |
| 9. | Вьоса Османи   | 2020 – понастоящем | Демократическа лига   |